# Clotilde García del Castillo
Clotilde García del Castillo (Valencia, 5 de enero de 1865-Madrid, 5 de enero de 1929) fue esposa y musa de Joaquín Sorolla Bastida, así como creadora del Museo Sorolla.

## Biografía
Nacida en la ciudad de Valencia, hija de Antonio García Peris, conocido fotógrafo y pintor valenciano, y de Clotilde del Castillo; tenía un hermano (Juan Antonio) y cuatro hermanas.
Juan Antonio García del Castillo estudió en la Escuela de Bellas Artes de Valencia junto a Joaquín Sorolla, con quien entabló una estrecha amistad.
Fue esta amistad la que hizo que Clotilde García conociera desde muy joven a Joaquín Sorolla, quien, además, trabajó para el padre de ella en el estudio de fotografía.

### Matrimonio con Joaquín Sorolla
Clotilde García del Castillo se casó con Joaquín Sorolla el 8 de septiembre de 1888, en la parroquia de San Martín. Fijaron su domicilio en Italia, en concreto en la ciudad de Asís.
A su regreso a España establecieron su residencia en Madrid, en la plaza del Progreso, tratando de dar mayor proyección a la pintura de Sorolla.
El matrimonio no había sufrido ninguna separación hasta ese momento, pero en 1890 nació su primera hija, María Clotilde; y mientras pasaban las fiestas navideñas junto a la familia de Clotilde en Valencia, la pequeña cayó enferma y Clotilde permaneció en casa de sus padres, mientras el pintor volvía a Madrid.

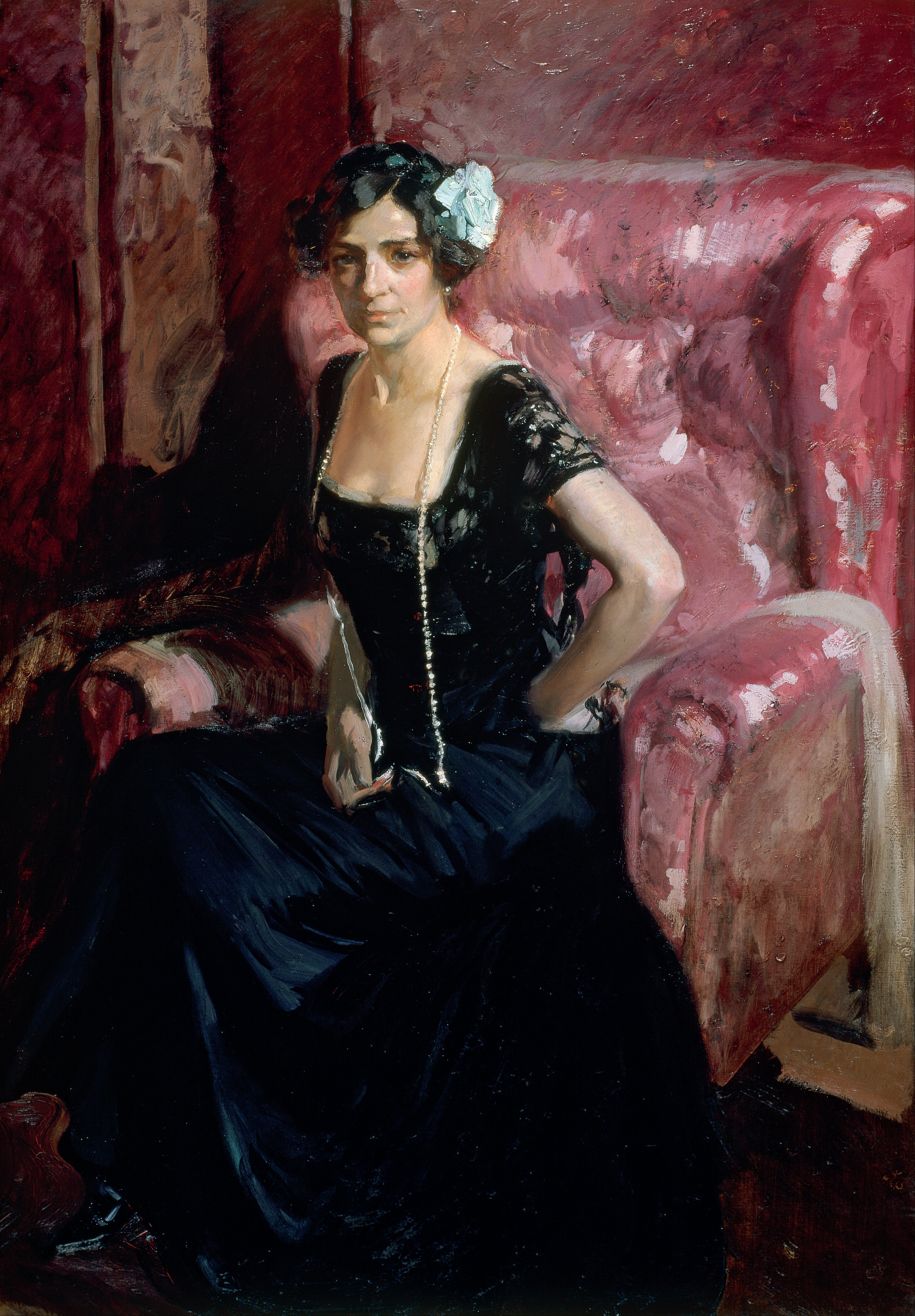
Retrato de 1910, hecho por su esposo Joaquín Sorolla (Museo Sorolla, Madrid).

En noviembre de 1892 nació en Valencia el segundo vástago del matrimonio, Joaquín. Y nuevamente el matrimonio se volvió a separar, temporalmente y por motivos de trabajo de Sorolla. Así, entre los nacimientos y las frecuentes enfermedades de los pequeños, Clotilde permanecía durante largas estancias en Valencia, donde podía contar con la ayuda de su familia; mientras Joaquín se trasladaba a Madrid a realizar sus encargos.
Durante estas estancias en Valencia Joaquín pintó diversos cuadros como “La vuelta de la pesca y ¡aún dicen que el pescado es caro!” en 1894. Y durante sus frecuentes separaciones, el artista escribía cartas de su mujer que actualmente forman parte de la exposición de su Museo, y en las que queda patente, tanto el amor de la pareja como lo importante que era para ambos la profesión del pintor y su éxito en ella.
En 1895 nace, también en Valencia, la tercera hija del matrimonio, Elena. Sorolla estaba en ese momento en París. A su regreso, pinta el cuadro Madre, que terminó en 1900. Y en 1902 firma Desnudo de mujer, con una modelo de espaldas al pintor que recuerda el cuerpo de Clotilde.

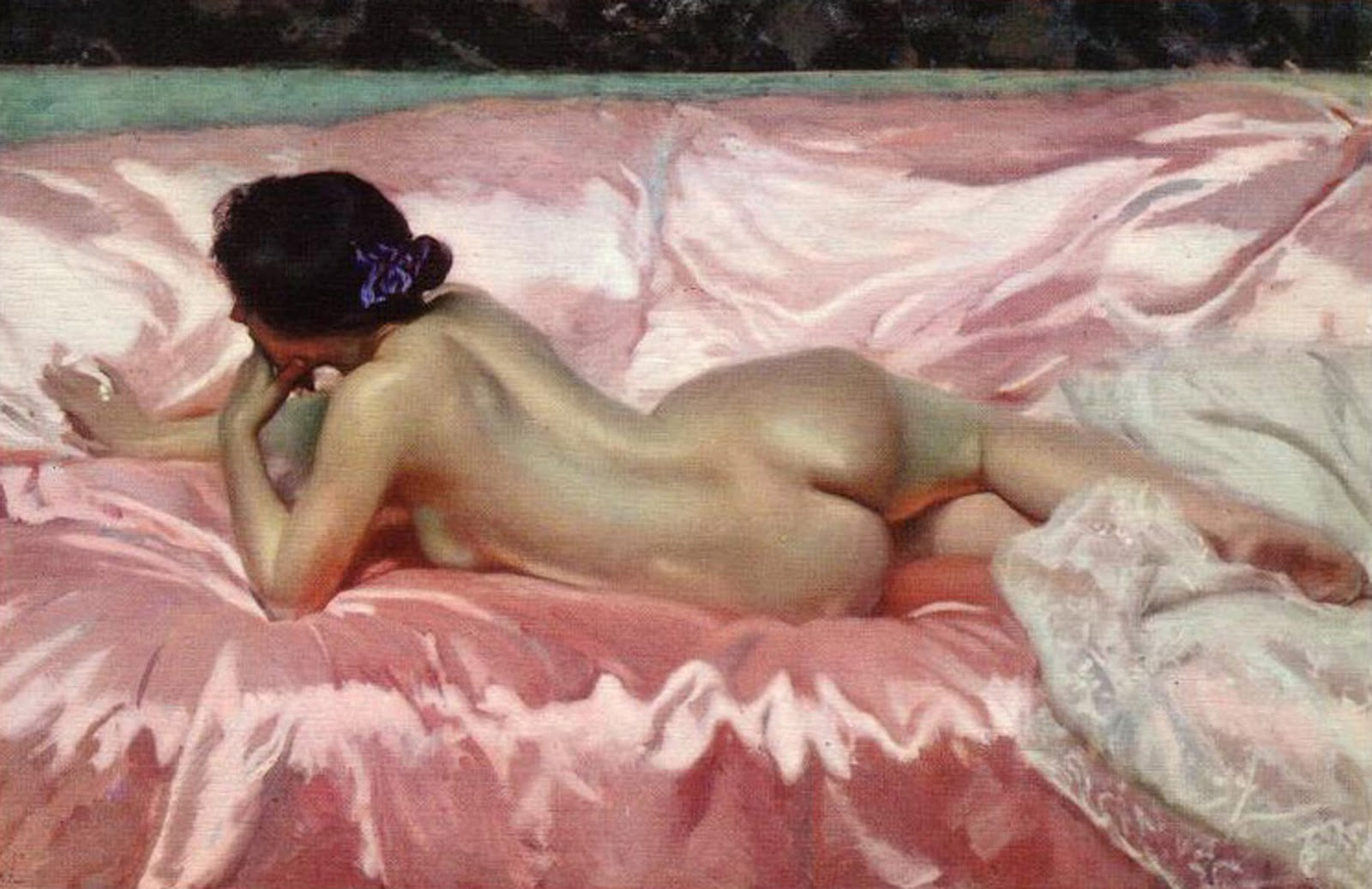
Desnudo de mujer (1902), de Joaquín Sorolla (Museo Sorolla, Madrid), posible retrato de Clotilde, pintado durante su etapa de culminación.

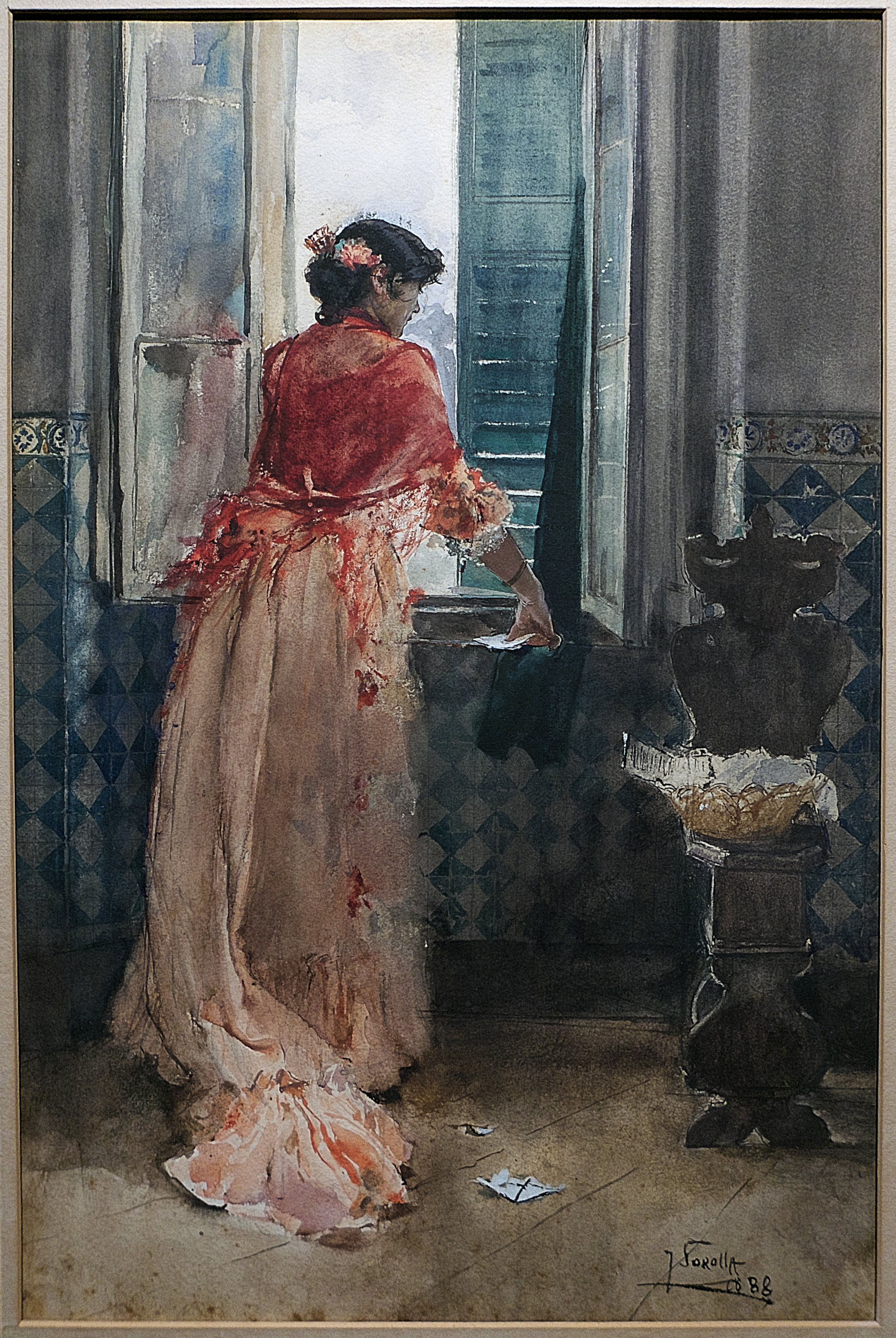
Clotilde en la ventana (1888), de Joaquín Sorolla.

En 1904 la familia se traslada a una casa con jardín en la calle Miguel Ángel de Madrid. En esta época Clotilde ya había empezado a tomar las riendas de la administración, no sólo del hogar, sino que realizaba todo el trabajo relacionado con las actividades de su marido. Le organizaba las exposiciones, llevaba la contabilidad de su actividad laboral, etc. Organizó la primera exposición individual de Sorolla en París.
En 1907, al diagnosticar a la pequeña María Clotilde Sorolla una tuberculosis, Clotilde y los niños se trasladan, temporalmente a El Pardo. Este traslado y los cuidados que requería la pequeña hicieron que Clotilde no pudiera ayudar a la organización de la segunda exposición individual de Sorolla, que tuvo lugar en Berlín, Dusseldorf y Colonia; y que no obtuvo el éxito previsto.
En 1909, Clotilde, junto a toda la familia, viajó a Nueva York para la exposición con la que se inauguraba la Hispanic Society de Nueva York bajo los auspicios de Archer Milton Huntington.
Este ir y venir de toda la familia a diferentes lugares, tanto de España como del extranjero, se repitió con frecuencia, unas veces para ultimar los preparativos de nuevas exposiciones; otras veces para estar al lado del artista mientras preparaba los cuadros de sus próximas exposiciones.
Mientras, en Madrid, se iniciaban las obras de la nueva casa familiar, esta vez en la calle General Martínez Campos, que se convertiría en la sede del actual Museo Sorolla.
En 1911 Clotilde viaja con su marido a Chicago y Saint Louis para presentar la exposición Joaquín Sorolla y Bastida.
En 1913, su hijo Joaquín, que estudiaba en Londres, tuvo un accidente de moto, y Clotilde, acompañada de su hija Elena, pero sin Sorolla, se trasladó a Londres para cuidarlo. En los años sucesivos siguen los traslados y viajes a diferentes lugares, y entre tanto se produce, por un lado, la boda de su hija María con Francisco Pons Arnau; y un poco más tarde la enfermedad y muerte de la madre de Clotilde, lo que hizo que se trasladaran durante un tiempo a Valencia desde Sevilla (lugar donde habían establecido, por el trabajo de Sorolla, su residencia).
En 1918 Clotilde sufrió la muerte de su padre; y dos años después, en 1920, Sorolla sufre una hemiplejia mientras pintaba el retrato de la mujer de Ramón Pérez de Ayala. Clotilde se centra en el cuidado de su marido, y es su hijo Joaquín el que se encarga del montaje de la exposición siguiente, que era en Nueva York.
Clotilde, junto a Sorolla se traslada a Cercedilla para que el pintor pudiera recuperarse mejor, pero finalmente muere tres años después.

### Viudez
A partir de la muerte de Sorolla, Clotilde continúa su trabajo como administradora de la obra de su marido.
Clotilde fue la gran inspiración para Sorolla y, a través de los cuadros que le pintó, el artista refleja su vida familiar y también el mundo elegante de la burguesía. Clotilde fue para Sorolla, además de su mujer y madre de sus hijos, sinónimo de elegancia y clase.
Tras la muerte de su marido, Clotilde decide ceder la obra de Sorolla y su casa al Estado español. De esta forma convierte a Sorolla en un bien de la nación y a su familia en sus primeros benefactores. Además, con su empeño consiguió que sus hijos cedieran también sus cuadros.